# Vila Butantã
Vila Butantan é um bairro localizado no distrito do Rio Pequeno e pertencente à subprefeitura do Butantã.
Apresentam vários condomínios horizontais e verticais, ruas arborizadas. Sua principal via é a Avenida Corifeu de Azevedo Marques. Os principais acessos ao bairro por São Paulo são: Avenida Escola Politecnica, Avenida Cândido Mota Filho e Avenida Jaguaré. Já por Osasco, pela Avenida Doutor Martin Luther King.